# Betta waseri
Бійцівська рибка Вазера (Betta waseri) — тропічний прісноводний вид риб з родини осфронемових (Osphronemidae), підродина макроподових (Macropodusinae).
Була описана 1986 року за акваріумними зразками й отримала назву на честь німецького акваріуміста Альфреда Вазера (нім. Alfred Waser), першовідкривача виду.

## Ідентифікація та споріднені види
Існувало трохи плутанини з приводу статусу B. waseri. Були спроби синонімізувати B. waseri з B. macrophthalma або B. pugnax, але без поважних на те підстав. B. macrophthalma є синонімом B. pugnax, і ця риба істотно відрізняється від B. waseri за формою тіла та меристичними показниками. Врешті було визнано, що B. waseri є окремим видом і належить вона до групи видів B. anabatoides. 1994 року був зроблений новий опис бійцівської рибки Вазера на основі свіжого матеріалу, отриманого з дикої природи. Була підтверджена ідентичність Betta waseri як окремого виду, а також на основі морфологічних, меристичних та колористичних ознак вона була відділена від групи B. anabatoides в окрему групу видів B. waseri.
Betta waseri була першим виявленим та описаним видом цієї групи, згодом до неї додалися ще 8 нових видів: B. hipposideros, B. tomi, B. spilotogena, B. chloropharynx, B. renata, B. pi, B. pardalotos, B. omega. Всі ці види дуже схожі між собою, їхня ідентифікація базується переважно на характері малюнку на горлі.

## Опис
Максимальний відомий розмір: 90,8 мм стандартної (без хвостового плавця) довжини. Тіло відносно довге, міцне, його висота становить 23,1-27,6 % стандартної довжини. Голова коротка й також міцна, її довжина становить 28,6-33,3 % стандартної.
У спинному плавці 1 твердий і 8-9 м'яких променів, в анальному 2 твердих і 26-29 м'яких (всього 28-31), в хвостовому 16 променів, в черевних 1 твердий і 5 м'яких, в грудних — по 13-15 променів.
31½-32½ бічних луски, 9½-10 поперечних лусок, 33 хребці.
Тіло часто має однотонне коричневе забарвлення, але воно може поступатись світлішим глиняно-жовтим кольорам з малюнком із темно-коричневих смуг. Широка коричнева смуга починається трохи позаду ока й тягнеться до хвостового стебла трохи нижче середини тіла.
Плавці переважно безбарвні, біля основи темно-коричневі. Промені черевних плавців ближче до краю мають жовтий лиск. Анальний плавець у молодих рибок у зовнішній частин блідо-червоний, а біля основи тьмяно-зелений; у дорослих риб ці кольори стають мало помітними.
Зяброві кришки мають золотавий лиск, на них є кілька коротких чорних смужок, нижній край зябрових кришок також чорний.
Характерний малюнок на горлі дозволяє легко диференціювати споріднені види групи B. waseri. У бійцівської рибки Вазера він складається із двох чорних цяток у вигляді краплі (сльози), які не з'єднані між собою та з чорною нижньою губою. Ця ознака є дуже стабільною й виявляється навіть у молодих рибок.
Чорний малюнок на голові виразніший у самок, натомість у самців на передній половині боків можна побачити 9-15 окремих розпорошених золотавих лусочок. Крім того, морда в дорослих самців виглядає гострішою, ніж у дорослих самок.

## Поширення
Бійцівська рибка Вазера зустрічається в східній частині Півострівної Малайзії, в штатах Паханг і Тренгану. Орієнтовна територія районів, де водиться вид, становить 17 км².
Середовищем існування цих риб є добре затінені мілководні струмки із чорною водою та мулом на дні, що протікають серед торфових лісів. Риби тримаються серед товстого шару опалого листя або густого сплетіння коренів рослин. Вода тут надзвичайно м'яка, однак вимірювань цього показника не було зроблено, показник pH знаходиться в межах від 4 до 5.
Симпатично (в тих самих водоймах) разом із B. waseri зустрічаються й інші осфронемові: Betta bellica, B. tussyae, Parosphromenus nagyi, Sphaerichthys osphromenoides, Trichogaster trichopterus і Belontia hasselti.
Район поширення бійцівської рибки Вазера протягом тривалого часу перебуває під значним антропогенним тиском, все більше й більше місць існування виду перестає існувати. Вважається, що популяція з Рантау-Абанг (малай. Rantau Abang) в штаті Тренгану вимерла через посуху та лісові пожежі в 2015 році. Існуванню виду загрожує масштабне перетворення торфових болотних лісів на лісопромислові райони.

## Утримання в акваріумі
Бійцівську рибку Вазера рідко тримають в акваріумах. Відсутність яскравих кольорів робить цих риб недостатньо привабливими для багатьох акваріумістів, але це дуже цікаві риби.
Зважаючи на розмір Betta waseri, для її утримання потрібні великі акваріуми не менше 100 см завдовжки й висотою від 20 до 30 см. Бійцівська рибка Вазера потребує м'якої кислої води, яка добре фільтрується. Для розведення конче потрібно щільно засадити акваріум рослинами, щоб створити безліч схованок.
Всі види групи B. waseri інкубують ікру в роті. Нерестова поведінка дуже цікава. При спаровуванні пара вступає в обійми, самець огинає своє тіло навколо самки й розташовує свій генітальний отвір біля самки, щоб відразу запліднити ікру, яку та відкладає. Самка першою виходить із обіймів й у вигині анального плавця самця збирає ротом запліднені ікринки. Після цього починається своєрідна «гра в пінг-понг»: самка стає навпроти самця й випльовує ікринки одна за одною в його напрямку. Якщо той виявиться достатньо проворним, він спіймає ікринку собі до рота. Якщо ж ні, самка забирає її назад, щоб повторити спробу. Ці «ритуальні» дії повторюються, поки самець не збере всю ікру в своєму горловому мішку. Горло в самця при цьому суттєво збільшується, й по закінченню нересту він відпливає у схованку й там виношує потомство.
Дорослі риби не їдять своїх мальків. Через деякий час в акваріумі житиме багато мальків з різних виводків та різних розмірів. Їхнє вирощування не становить проблем, важливо лише, щоб акваріум був досить великим і містив багато рослин.